# اولها اودیچوک
اولها اودیچوک (انگلیسی: Olha Ovdiychuk؛ زادهٔ ۱۶ دسامبر ۱۹۹۳) بازیکن فوتبال اهل اوکراین است.
از باشگاه‌هایی که در آن بازی کرده‌است می‌توان به اشاره کرد.
وی همچنین در تیم‌های ملی فوتبال Ukraine women's national under-19 football team و زنان اوکراین بازی کرده‌است.